# Vistara
Tata SIA Airlines Limited, или Vistara являлась индийской авиакомпанией, базировавшейся в Гургаоне, с узловым аэропортом в международном аэропорту имени Индиры Ганди. Авиакомпания начала свою деятельность 9 января 2015 года, выполнив свой первый рейс из Дели в Мумбаи (Бомбей). Авиакомпания перевезла более двух миллионов пассажиров к июню 2016 года и по состоянию на май 2019 года имеет 4,7 % долю на внутреннем рынке перевозчиков, что делает её 6-й по величине внутренней авиакомпанией. Vistara эксплуатировала Airbus A320, Airbus A321neo, Boeing 737-800NG и Boeing 787-9. В ноябре 2024 года Vistara прекратила свою деятельность в результате слияния с авиакомпанией Air India.

## История
Авиакомпания была основана в 2013 году, как совместное предприятие индийского конгломерата Tata Sons и Singapore Airlines (SIA). В середине 1990-х годов две компании подали заявку на запуск оператора с полным спектром услуг в Индии, которая не увенчалась успехом, поскольку правительство Индии отказало в одобрении регулирующих органов. В связи с тем в 2012 году в Индии решили открыть свой авиационный сектор для 49-процентных прямых иностранных инвестиций (ПИИ), Tata и SIA в очередной раз решили создать совместную авиакомпанию в Индии. Совместное предприятие Tata SIA Airlines Limited (TSAL) задумывалось как перевозчик премиум-класса с полным спектром услуг для удовлетворения потребностей высококлассных бизнес-путешественников, на рынке гражданской авиации Индии доминируют бюджетные авиаперевозчики. Совет по поощрению иностранных инвестиций Индии одобрил создание СП в октябре 2013 года, позволив SIA приобрести 49-процентную долю в авиакомпании. Две материнские компании первоначально обязались инвестировать в общей сложности 100 млн долларов США в качестве стартового капитала, при этом Tata Sons владеет 51 процентом, а Singapore Airlines — оставшимися 49 процентами.
Компания представила свою торговую марку Vistara 11 августа 2014 года. Название было взято из санскритского слова Vistāra, что означает «безграничное пространство». Vistara получила сертификат эксплуатанта от Главного управления гражданской авиации 15 декабря 2014 г. и начала полеты 9 января 2015 г. Vistara стала первым перевозчиком, выполняющим внутренние рейсы из нового терминала 2 международного аэропорта имени Чатрапати Шиваджи в Мумбаи. 24 августа 2015 года компания Vistara открыла Учебный институт по авиационной безопасности, внутренний институт для обучения пилотов и бортпроводников, сотрудников службы безопасности и других лиц, связанных с авиационной отраслью. Институт получил необходимые согласования от узлового органа Бюро безопасности гражданской авиации. С первого месяца работы Vistara постоянно достигала очень высоких показателей своевременности, превышающих 90 процентов, что является самым высоким показателем среди внутренних перевозчиков Индии. 20 августа 2015 года Vistara заявила, что перевезла полмиллиона пассажиров чуть более чем за семь месяцев работы. По состоянию на февраль 2016 г. доля Vistara на внутреннем рынке операторов связи составляет 2 %. Vistara недавно стала членом Международной ассоциации воздушного транспорта (IATA), присоединившись к ассоциации более чем 280 авиакомпаний по всему миру, которая представляет, возглавляет и обслуживает авиационную отрасль. Таким образом, Vistara становится одной из немногих избранных авиакомпаний в Индии, имеющих членство в IATA.
11 июля 2019 года Vistara объявила, что их первым международным пунктом назначения станет Сингапур. Авиакомпания начала свой первый международный рейс из Дели в Сингапур и из Мумбаи в Сингапур 6 и 7 августа соответственно на Boeing 737-800NG, который ранее использовался Jet Airways.
29 февраля 2020 года авиакомпания получила свой первый широкофюзеляжный Boeing 787-9, став первой индийской авиакомпанией, эксплуатирующей этот самолёт, и ещё не получила ещё пять таких самолётов. 28 мая 2020 года авиакомпания выполнила свой первый коммерческий рейс на Boeing 787-9 Dreamliner по маршруту Дели-Калькутта. 28 августа того же года авиакомпания начала свой первый межконтинентальный рейс между Дели и лондонским аэропортом Хитроу.
С 30 августа 2024 года в рамках подготовки к слиянию с Air India авиакомпания Vistara перестала принимать бронирования новых билетов. 12 ноября 2024 года слияние было завершено и Vistara объявила о прекращении своей деятельности.

## Направления
По состоянию на ноябрь 2021 года Vistara обслуживала 43 направления в 12 странах. Его главный узел находился в международном аэропорту имени Индиры Ганди. Первый рейс Vistara был совершен 9 января 2015 года из Дели в Мумбаи. 6 августа 2019 года авиакомпания запустила свой первый международный рейс из Дели в Сингапур на самолёте Boeing 737-800NG, который ранее использовался Jet Airways. Список направлений Vistara

### Код-шеринговые соглашения
Vistara имела код-шеринг со следующими авиакомпаниями:
- British Airways
- Japan Airlines
- Lufthansa
- Singapore Airlines
- United Airlines

### Интерлайн-соглашения
Vistara имела интерлайн-соглашения со следующими авиакомпаниями:
- Aeroflot
- Air France
- Air Mauritius
- All Nippon Airways
- American Airlines
- Asiana Airlines
- British Airways
- Emirates
- Ethiopian Airlines
- FinnAir
- flydubai
- Gulf Air
- Kam Air
- Japan Airlines
- Kenya Airways
- KLM
- Kuwait Airways
- Qatar Airways
- Singapore Airlines
- SriLankan Airlines
- Turkish Airlines
- United Airlines

## Флот
На январь 2022 года флот Vistara состоял из самолётов Airbus A320-200, Airbus A321neo, Boeing 737-800 и Boeing 787-9.